# 일렉트로닉 아츠

로고

일렉트로닉 아츠(영어: Electronic Arts, EA)는 1982년에 설립된 세계적 규모의 게임 개발 및 유통업체이며, 본사는 미국 캘리포니아주 레드우드 시티에 있다. 일렉트로닉 아츠는 게임의 장르에 따라 크게 EA 게임즈(EA Games), EA 스포츠(EA Sports), EA 비드(EA Bid) 이 세 개로 나누어 유통하고 있다. 자회사로는 심즈 시리즈와 심시티 시리즈로 유명한 맥시스, 배틀필드 시리즈로 유명한 디지털 일루전(Digital Illusions), 번 아웃(Burn Out) 시리즈로 유명한 크리테리온(Criterion) 등을 소유하고 있다.
2020년 5월 기준 일렉트로닉 아츠는 액티비전 블리자드, 테이크투 인터랙티브, 유비소프트 다음으로 큰 규모를 가지고 있으며, 아메리카와 유럽에서 두 번째로 수익이 많은 회사이다.

## 역사

### 1982년~1991년: 창립 및 초기 성공

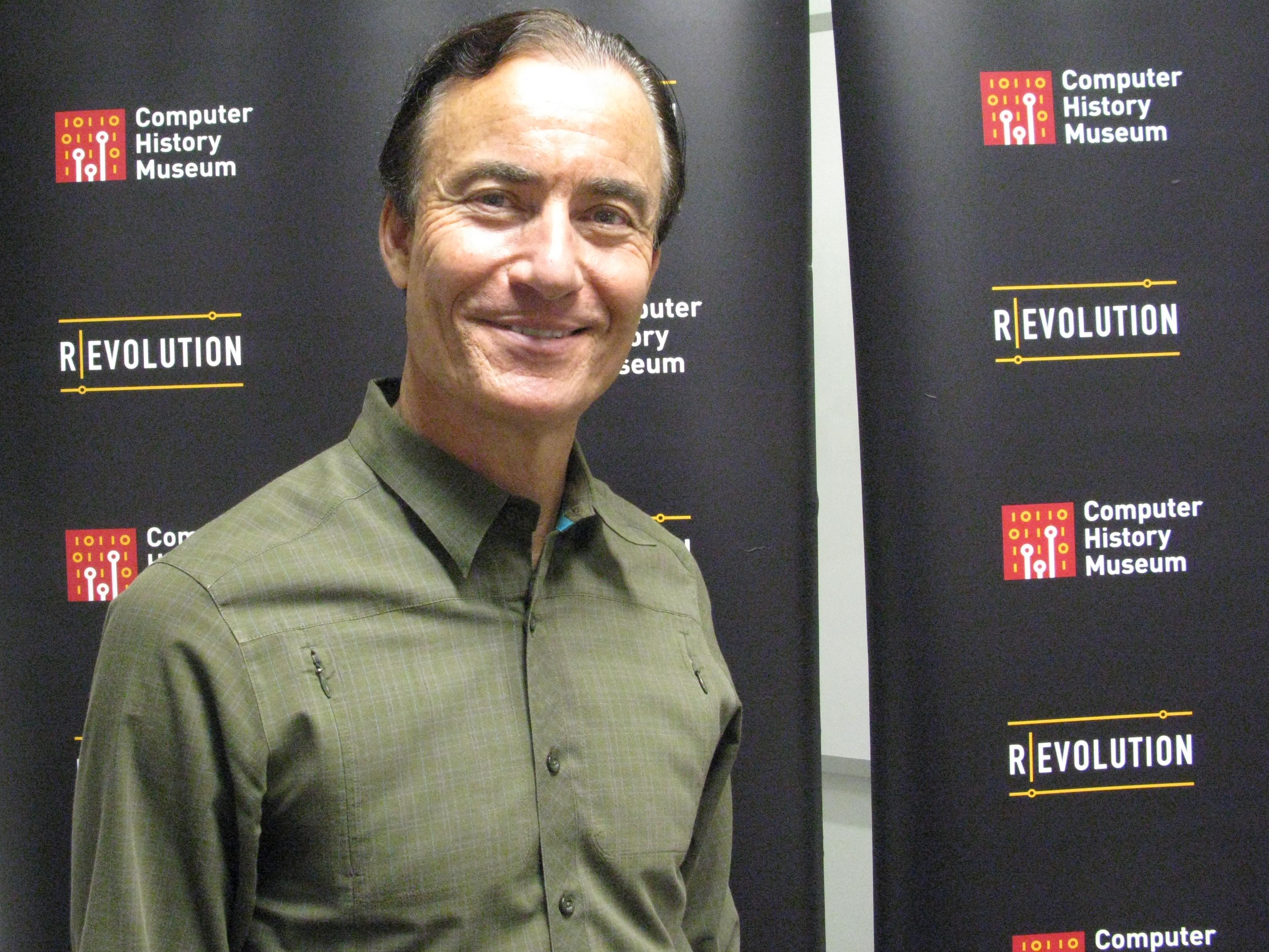
2013년의 일렉트로닉 아츠의 창립자 트립 호킨스

일렉트로닉 아츠의 창립자인 트립 호킨스는 1978년부터 애플의 직원이었지만, 당시 애플의 직원수는 50명밖에 없었다. 그러나 이후 4년 동안 가정용 개인용 컴퓨터 시장은 급증했고, 성공한 애플은 1982년 기업 공개를 완료하고 직원 1,000명이 넘는 대회사로 거듭났다.
1982년 2월, 트립 호킨스는 세쿼이아 캐피탈의 돈 발렌타인 사업인 아마존 소프트웨어에 대한 자금 조달을 논의하기 위해 회의를 주선했다. 돈 발렌타인은 호킨스가 제품 마케팅 이사로 근무했던 애플을 떠나도록 독려했고 호킨스가 세쿼이어 캐피탈의 여분의 사무실 공간을 사용하여 회사를 시작하도록 허용했다. 1982년 5월 27일, 트립 호킨스는 약 200,000 달러의 개인 투자로 회사를 통합하고 설립했다.
7개월 이상 트립 호킨스는 일렉트로닉 아츠의 사업 계획을 수정했다. 애플에서 같이 일하고, 일렉트로닉 아츠의 첫 번째 직원인 리치 멜몬이 그를 도움으로 계획은 호킨스가 1982년 8월 세쿼이어 캐피탈 사무실 사무실의 애플 II에 작성했다. 그 기간 동안 2명의 직원을 더 고용했다. 사업 계획은 9월에 다시 수정되어 1982년 10월 8일에 재발행되었으며, 직원은 11명이 되었었다. 세쿼이어 캐피탈이 제공하는 사무실은 너무 작아졌고, 트립 호킨스는 샌프란시스코 공항의 착륙이 보이는 세인트 매튜 사무실로 이전하였다. 1983년까지 직원 수는 급격히 늘어났다.

1983년~1999년까지 사용하던 배리 도이치가 디자인한 일렉트로닉 아츠의 로고

그는 소프트웨어를 예술이라 생각하고 소프트웨어 개발자를 "소프트웨어 아티스트"라고 부르는 아이디어를 떠올렸다. 따라서 회사 이름에 "소프트웨어"가 들어있는 회사명을 제안했다. 하지만 호킨스와 멜몬은 비지칼크의 창립자이자 소프트웨어 아츠의 창립자를 알고 있었고, 허락을 받아야 한다 생각했다. 그러나 댄 브릭클린은 자신의 회사명과 혼란스러울 정도로 비슷한 회사명을 원하지 않았다. 호킨스는 최근 영화 스튜디오 유나이티드 아츠에 대한 베스트 셀러 책을 읽었으며 회사가 만든 명성을 좋아했다. 호킨스는 모든 사람에게 투표권이 있지만 잠들면 투표를 잃게 될 것이라고 말했다.
호킨스는 "일렉트로닉"이라는 단어를 좋아했고, 그는 회사명을 "일렉트로닉 아티스트"와 "일렉트로닉 아츠" 중에서 고르려고 하였다. 고든과 다른 사람들이 유나이티드 아티스트에 경의를 표하는 "일렉트로닉 아티스트"를 추진할 때, 스티브 헤이즈는 "우리는 아티스트가 아니라 개발자들이다."라며 반대했다. 헤이즈의 반대로 회사명의 의견들은 모두 "일렉트로닉 아츠"로 기울었으며, 그 회사명은 1982년에 만장일치로 승인되었다. 호킨스는 애플, 아타리, 제록스, 팰로앨토 연구소와 비시코프 등에서 직원들을 뽑았고, 스티브 워즈니악이 이사회가 되는 것에 대해 동의했다. 호킨스는 판매자에게 직접 판매하기로 마음 먹었다. 1984년 후반에 전 CEO 래리 프롭스트는 영업 부사장으로 합류하여 회사를 성공적으로 확장하는데 도움을 주었다.
개발자에게 신용을 제공하는 새로운 접근 방식은 일렉트로닉 아츠의 상표 중 하나였다. 이러한 특성은 일렉트로닉 아츠가 개척한 "앨범 표지"에 일렉트로닉 아츠의 대부분의 게임을 패키징함으로써 더욱 강화되었다. 호킨스는 레코드 앨범과 스타일이 비용을 절감하고 예술적 느낌을 전달할 것이라고 생각했기 때문이다. 일렉트로닉 아츠는 일상적으로 개발자를 "아티스트"라고 부르며 게임과 수많은 전면 잡지 광고에서 사진 크레딧을 제공했다. "우리는 더 멀리 본다"라는 슬로건이 붙은 그들의 첫 번째 광고는 소프트웨어 디자이너가 등장한 최초의 비디오 게임 광고였다. 일렉트로닉 아츠는 또한 개발자들과 막대한 이익을 공유하여 업계의 매력을 더했고, 정사각형 "앨범 표지" 상자는 개발자를 "록 스타"로 표현하고자 했던 일렉트로닉 아츠의 인기 있는 특별 개념이었다.

아미가는 가정용 컴퓨터 산업에 혁명을 일으킬 것입니다. 엔터테인먼트, 교육 및 생산성을 포함하여 가정용 컴퓨터의 모든 주요 용도에 필요한 모든 것을 갖춘 최초의 가정용 기기입니다. 우리가 아미가 용으로 개발 중인 소프트웨어를 보신 여러분은 매우 놀랄 것입니다. 우리는 비교할 수 없는 파워, 사운드 및 그래픽을 갖춘 아미가가 일렉트로닉 아츠와 전체 업계에 매우 밝은 미래를 제공할 것이라고 생각합니다.

1985년 중반, 일렉트로닉 아츠는 새로운 가정용 컴퓨터인 아미가를 공격적으로 마케팅 하였고, 코모도어 인터내셔널는 아미가가 출시되기 전에 일렉트로닉 아츠에게 프로토타입 기계를 제공했다. 아미가 플랫폼에서 일렉트로닉 아츠는 몇 가지 주목받은 게임 타이틀을 출시했다. 그리기 프로그램 "디럭스 페인트"와 그 이후 버전은 아미가 플랫폼에서 사용할 수 있는 가장 유명한 소프트웨어가 되었다. 또한 일렉트로닉 아츠의 제리 모리슨은 이미지, 애니메이션, 사운드 및 문서를 동시에 저장할 수 있고 타사 소프트웨어와 호환되는 파일 형식에 대한 아이디어를 구상했으며, 그는 곧 아미가의 표준이 될 "교환 파일 형식"을 제작하고 출시하였다. 아미가 플랫폼에서 일레트로닉 아츠가 제작하고 출시한 프로그램에는 "디럭스 음악 구성 세트", "디럭스 페인트 애니메이션" 등이 포함되어 있었다. 그 중 일부, 특히 디럭스 페인트는 다른 플랫폼으로 이식되었다. 매킨토시용 일렉트로닉 아츠는 스튜디오/1이라는 흑백 애니메이션 도구와 스튜디오/8 및 스튜디오/32 라는 일련의 그림판 타이틀을 출시했다.
일렉트로닉 아츠는 외부 개발자와 마감일을 놓쳤거나 창의적이지 못한 방향으로 나아갈 때 상황이 어려워졌다. 1987년 일렉트로닉 아츠는 첫번째 내부 게임인 "스케이트 오어 다이!"(Skate or Die!)를 출시했다. 일렉트로닉 아츠는 내부 전략을 실험하면서 외부 개발자의 게임들을 계속 출시했다. 일렉트로닉 아츠는 성공적인 것으로 확인된 일련의 회사를 인수하기로 결정하고 예산 비용을 줄이기 위해 연간 프랜차이즈를 출시하기로 결정했다. 트립 호킨스의 스포츠 시뮬레이션 게임에 대한 집착 때문에 축구 코치인 존 매든(John Madden)과 계약을 체결하여 일렉트로닉 아츠가 매년 매든 NFL 게임을 개발 및 출시하게 되었다.
1988년, 일렉트로닉 아츠는 아미가 전용 비행 시뮬레이터 게임을 출시했으며 당시에는 진보된 폴리곤 그래픽이 채워져 있었다. 또한 1990년 일렉트로닉 아츠는 이전에 다른 콘솔 게임에 컴퓨터 게임을 라이선스한 후 닌텐도 엔터테이먼트 시스템용 콘솔 게임을 출시하기 시작했다.

### 1991년~2007년: 새 세기의 성공

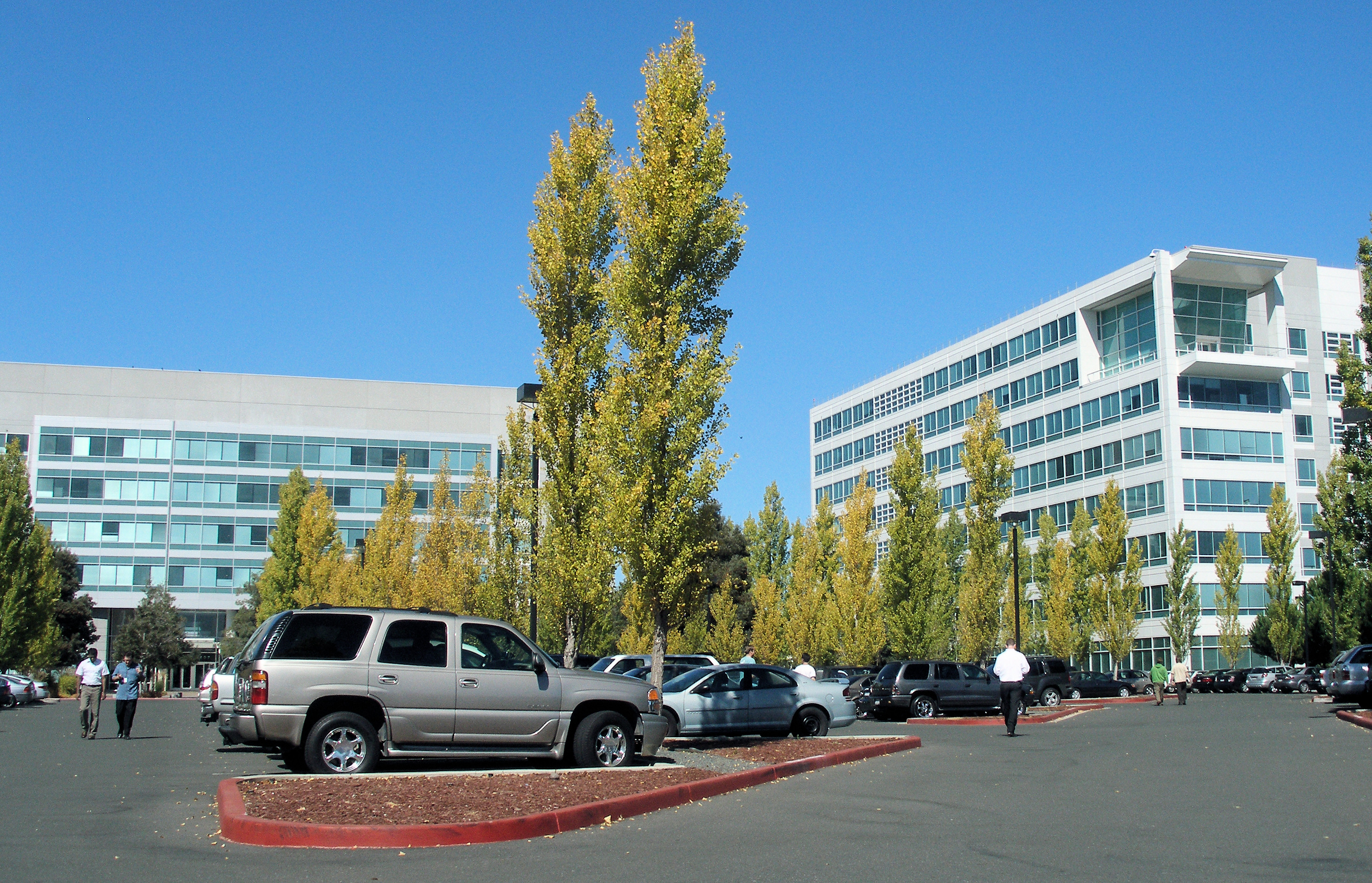
2007년 10월의 일렉트로닉 아츠의 본사.

1991년 트립 호킨스는 일렉트로닉 아츠의 CEO에서 물러나고 래리 프롭스트가 그 뒤를 이었다. 트립 호킨스는 3DO를 설립했지만 1994년 7월까지 일렉트로닉 아츠의 회장은 유지했다. 1994년 10월에 3DO는 3DO 인터랙티브 멀티플레이어를 개발했는데 일렉트로닉 아츠는 이 때 주요 콘솔 후원 파트너였다. 하지만 소니그룹의 플레이스테이션 개발로 3DO는 밀리기 시작했고, 일렉트로닉 아츠는 소니그룹의 플레이스테이션을 위해 3DO의 3DO 인터랙티브 멀티플레이어에 대한 지원을 끊었다. 결국 3DO는 3DO 인터랙티브 멀티플레이어 개발을 1996년 중단하였고, 3DO는 IBM PC의 비디오 게임을 파산 직전인 2003년까지 만들었다.
1995년 일렉트로닉 아츠는 유럽 컴퓨터 무역 박람회(European Computer Trade Show)에서 올해의 최고의 소프트웨어 배급상을 수상했다. 회사가 계속 확장 중이었기 때문에 그들은 1998년에 완공된 새로운 본사 건설을 위해 1995년 캘리포니아 레드우드 쇼어스에 공간을 구입하기로 결정했다. 1997년 초에 넥스트 제너레이션은 일렉트로닉 아츠를 지난 5년 동안 비디오 게임에서 정기적으로 수익을 올린 유일한 회사로 확인하고 "누구에게도 뒤지지 않는 중요한 실적"을 가지고 있다고 언급했다.

## 제작 또는 유통한 게임 목록

### 초기의 게임들
- 핀볼 콘스트럭션 세트 (1982년)
- 아콘 (1983년)
- M.U.L.E. (1983년)
- 원 온 원: 닥터. J vs. 레리 버드
- 뮤직 콘스트럭션 세트 (1984년)
- 아콘 2: 어뎁트 (1984년)
- 세븐 시티 오브 골드 (1984년)
- 스카이폭스 (1984년)
- 바즈 테일(1985년)
- 메일 오더 몬스터즈 (1985년)
- 어드밴처 콘스트럭션 세트 (1985년)
- 레이싱 데스트럭션 세트 (1985년)
- 스타플라이트 (1986년)
- 하트 오브 아프리카 (1987년)
- 스케이트 오어 다이! (1987년)
- 엘리 위버 베이스볼 (1987년)
- 자니 골프 (1988년)
- F/A-18 인터셉터
- 파풀러스 (1989년)
- 스키 오어 다이 (1990년)
- 척 예거스 에어 컴뱃 (1991년)
- 로드 래시 (1992년)
- 데저트 스트라이크 (1993년)
- 신디케이트 (1993년)

### 지금의 게임들
- FIFA 시리즈 (1994년~2023년)
- 테마 파크 (1994년)
- 매든 NFL 시리즈 (1990년~) PC 버전은 2005까지만 나왔다.
- NBA 라이브 시리즈 (1994년~2020년) PC 버전은 2008까지만 나왔다.
- NHL 시리즈 (1992년~현재) PC 버전은 2009까지만 나왔다.
- 트리플 플레이 (1997년~2002년)
- MVP 베이스볼 시리즈 (2003년~2007년)
- MVP 베이스볼 온라인 (2012년~2016년 2월 18일)
- MVP 시리즈: NCAA 베이스볼 (2006년~2007년)
- NCAA 풋볼 (1994년~2017년)
- NASCAR 시리즈 (1998년~2009년)
- 니드 포 스피드 (1994년~)
- 워해머: 다크 오멘 (1998년~2008년)
- 울티마 온라인 (1997년)
- 퓨처 캅: LAPD (1998년~2007년)
- 파풀러스: 더 비기닝 (1999년~2006년)
- 메달 오브 아너 시리즈 (1999년~2012년)
- 미러스 엣지 (2008년~2014년)
- 제임스 본드 시리즈 (2000년~2011년)
- 실브 바커즈 언다잉 (2001년~2009년)
- 해리 포터 시리즈 (2001년~2009년)
- 배틀필드 시리즈 (2002년~)
- 반지의 제왕 시리즈 (2002년~2009년)
- 번아웃 (2004년~2009년)
- 크라이시스(2007년~2017년)
- 웨스트우드 스튜디오
  - 커맨드 앤 컨커 시리즈 (1999년~2011년)
  - 녹스 (2000년~2005년)
  - 듄 2000 (1998년~2003년)
  - 듄 II (1992년~2002년)
- 맥시스 스튜디오
  - 심시티 시리즈 (1989년~2017년)
  - 심즈 시리즈 (2000년~2017년)
  - 스포어 (2008년)
- 데드 스페이스 시리즈 (2008년~2017년)
- 그 외
  - 레이시티 (2006년~2013년)
- 리얼레이싱 (미정)

## 같이 보기
- 축구
- 국제 축구 연맹
- FIFA 월드컵
- FIFA 시리즈